# La lavandera (Toulouse Lautrec)
La lavandera (en francés, La blanchisseuse) es un cuadro del pintor francés Henri de Toulouse-Lautrec, pintado en 1884, en óleo sobre lienzo, de 93 x 75 centímetros. Representa a la pelirroja Carmen Gaudin, una lavandera de Montmartre que posó regularmente para él en la década de 1880. La pintura se encuentra ahora en una colección privada.

## Carmen Gaudín
Carmen Gaudin era una mujer joven a mediados de la década de 1880 que trabajaba en una lavandería en Montmartre, justo al lado de la Rue Ganneron, donde Toulouse-Lautrec tenía su estudio. A menudo, jóvenes pobres trabajadoras como ella también ejercían la prostitución ocasional, como un ingreso extra (véase grisette).
Toulouse-Lautrec vio por primera vez a Carmen Gaudin en 1884 a la salida de un restaurante de París, junto a sus amigos el pintor Henri Rachou y el fotógrafo François Gauzi. Inmediatamente quedó fascinado por ella. Gauzi recordó más tarde: "Una muchacha sencilla vestida de obrera, pero con hermosos cabellos cobrizos, que despertó de inmediato el vivo interés de Lautrec". Al principio, Lautrec habría hecho un comentario burlón ("Cómo esa chica me recuerda a la carne podrida"), pero continuó siguiéndola con la mirada y pronto exclamaría: "Qué chica tan bonita, y qué color de cabello más hermoso, sería genial tenerla como modelo". Posteriormente, según Gauzi, después de la mediación de Rachou, Gaudin serviría de modelo muchas veces para Toulouse-Lautrec. En ese período también posó para otros pintores como Alfred Stevens y Fernand Cormon.
No está del todo claro qué relación tenían Lautrec y Gaudin entre sí. A partir de 1889, Lautrec perdió interés en ella de todos modos, según Gauzi porque se había teñido el pelo de castaño. Poco se sabe sobre su vida posterior. Murió en 1920, posiblemente de la gripe española.

## Imagen

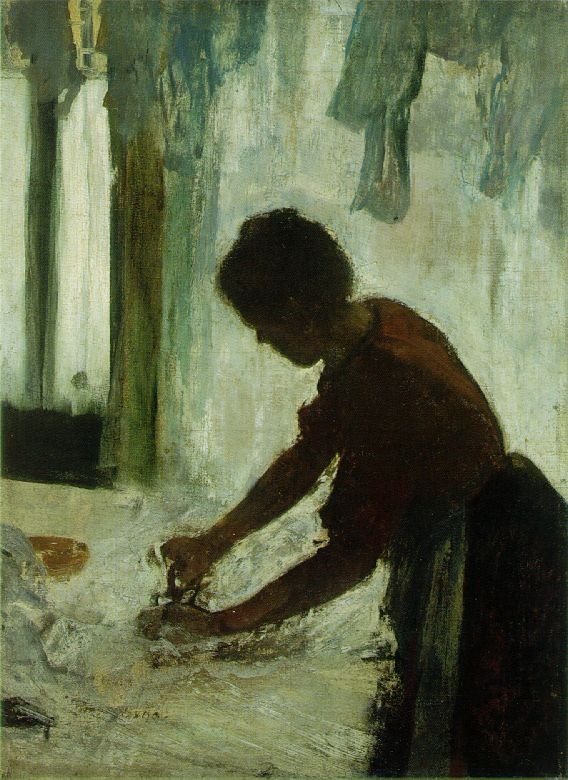
La lavandera de Degas, 1874.

Los retratos de Gaudin de Lautrec forman una categoría separada dentro de su obra, principalmente debido a su diseño notablemente sobrio. Con un gran sentido de la psicología, a menudo representa a la chica tímida con la cabeza gacha, la mirada algo escondida detrás de su cabello. Su actitud a menudo muestra algo de sumisión, a través de la cual brilla una especie de feminidad involuntaria.
La lavandera se desvía un poco de los otros retratos de Gaudin de Lautrec, en el sentido de que el enfoque en su personaje es reemplazado por un énfasis en la atmósfera: muestra la conmovedora realidad de una mujer joven, hermosa, que mira el exterior por la ventana; sueña con un futuro feliz, pero por ahora encapsulado en horas de trabajo monótono en un cuarto de lavado, ganando apenas lo suficiente para una existencia mínima.
La obra recuerda a algunos cuadros de Edgar Degas (La lavandera de 1874, Las planchadoras de 1884), a quien Lautrec admiraba mucho. En un principio, Lautrec habría pretendido representar a Gaudin desnuda en esta pose, siguiendo una tradición académica, pero su búsqueda de un estilo más personal, con atención al individuo, le llevó a representarla vestida, en su entorno cotidiano.
Lo que es especial es el punto de vista bajo del pintor, al igual que Degas a menudo optó por ángulos de enfoque inusuales. En el mismo período también pintó otro retrato de Gaudin de perfil, muy similar a su representación en La lavandera, pero con un fuerte enfoque en su rostro, con más atención a sus rasgos, contra una estructura abstracta en el fondo.

## Historia
Después de la muerte de Lautrec en 1901, La lavandera pasó a manos de su amigo Maurice Joyant. Posteriormente perteneció durante mucho tiempo a la historiadora del arte Madeleine Dortu, quien escribió varios libros y publicaciones sobre Lautrec. De 1970 a 2005 perteneció a la colección de los coleccionistas de arte estadounidenses Bette y Neison Harris, quienes poseían varias obras de Lautrec. En 2005 fue subastada en Christie's en Nueva York por 22,4 millones de dólares, un récord para una pintura de Lautrec. 

## Otros retratos de Carmen Gaudin

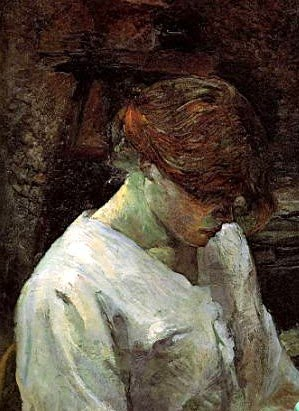
La pelirroja con blusa blanca.
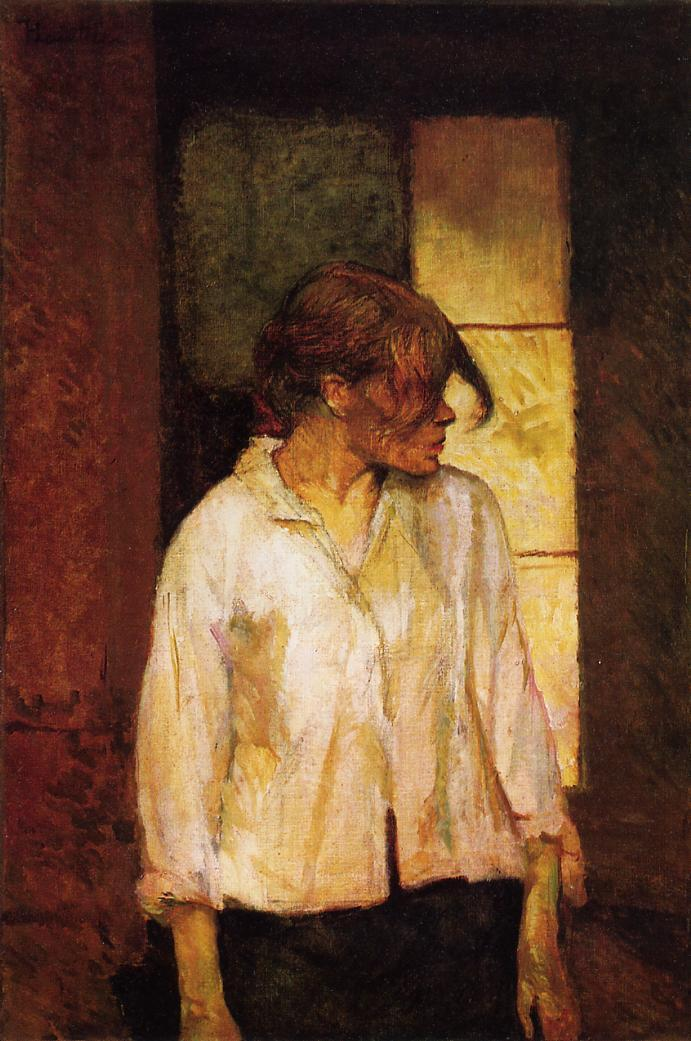
La pelirroja.
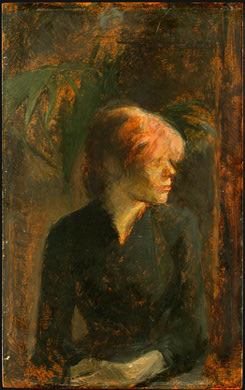
Carmen Gaudin.
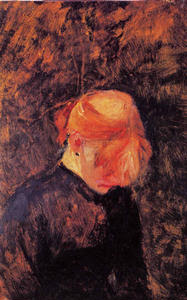
Carmen Gaudin con la cabeza baja.
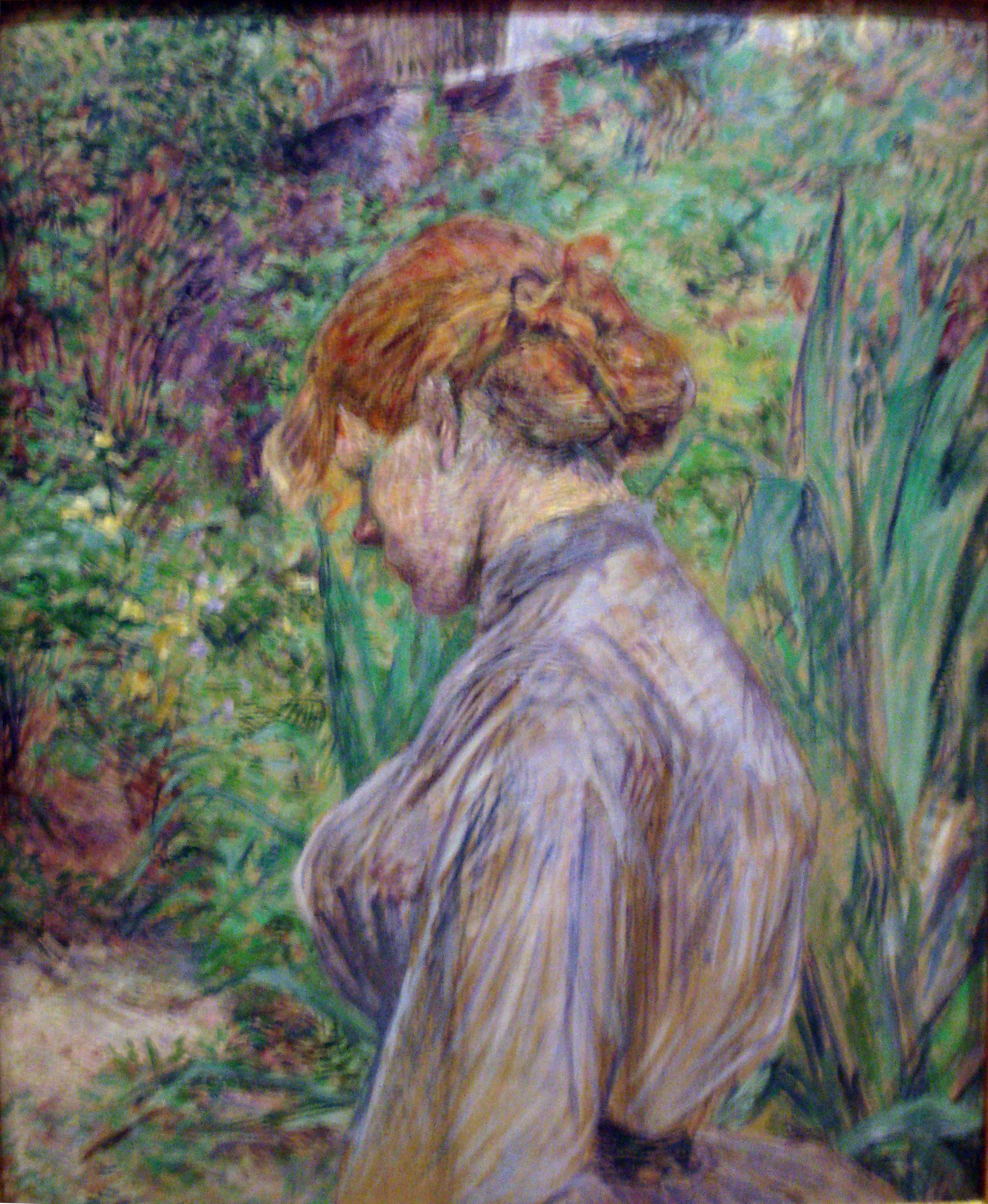
Pelirroja en el jardín de Monsieur Foret.
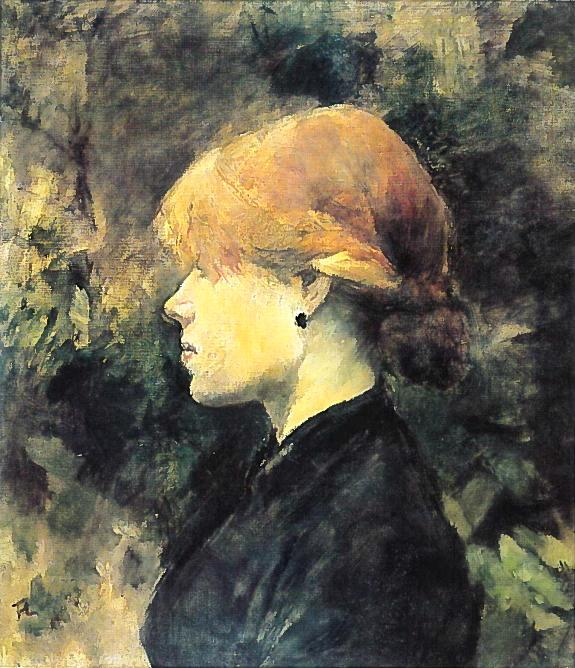
Retrato de Gaudin 'de perfil'.